# Curvalle
Curvalle (okzitanisch: Curvala) ist eine französische Gemeinde mit 393 Einwohnern (Stand: 1. Januar 2022) im Département Tarn in der Region Okzitanien. Die gemeinde gehört zum Arrondissement Albi und zum Kanton Le Haut Dadou. Die Einwohner werden Curvallois genannt.

## Lage
Curvalle liegt etwa 31 Kilometer östlich von Albi. Der Fluss Tarn und der in ihn mündende Rance begrenzen die Gemeinde im Norden. Umgeben wird Curvalle von den Nachbargemeinden Trébas und La Bastide-Solages im Norden, Plaisance im Osten und Nordosten, Balaguier-sur-Rance im Osten, Miolles im Osten und Südosten, Massals im Süden, Paulinet im Südwesten, Alban im Westen und Südwesten, Saint-André im Westen und Nordwesten sowie Cadix im Nordwesten.

## Bevölkerungsentwicklung
| Jahr                       | 1962 | 1968 | 1975 | 1982 | 1990 | 1999 | 2006 | 2018 |
| Einwohner                  | 1027 | 969  | 773  | 707  | 526  | 494  | 462  | 402  |
| Quellen: Cassini und INSEE |      |      |      |      |      |      |      |      |

## Persönlichkeiten
- Danièle Gaubert (1943–1987), Schauspielerin, hier begraben